# Alfred Lindenberger
Alfred Lindenberger – as lotnictwa niemieckiego Luftstreitkräfte z 12 potwierdzonymi zwycięstwami w I wojnie światowej oraz 4 zwycięstwami w II wojnie światowej.

## Życiorys
Od wiosny 1915 roku pełnił służbę jako obserwator w Fliegerabteilung 234. W jednostce odniósł 3  zwycięstwa. Pierwsze 29 maja 1917 roku  razem z Breitenstainem, a dwa kolejne w październiku 1917 roku wraz z e swoim pilotem Kurtem Jentschem. Po przejściu szkolenia z pilotażu na początku 1918 roku został przydzielony do Jasta 2. Od 30 maja kiedy odniósł swoje pierwsze zwycięstwo jako pilot jednomiejscowego samolotu myśliwskiego systematycznie powiększał swoje konto. Ostatnie 12 zwycięstwo w I wojnie światowej odniósł 1 listopada 1918 roku.
Przed wybuchem II wojny światowej Alfred Lindenberger wstąpił do Luftwaffe, we wrześniu i październiku 1944 roku odniósł 4 zwycięstwa powietrzne.
Latał między innymi na samolotach Albatros D.V i Fokker D.VII, a w okresie II wojny światowej Messerschmitt Bf 109.

## Odznaczenia
- Krzyż Żelazny I Klasy
- Krzyż Żelazny II Klasy